# История математики в Индии
Данная статья — часть обзора История математики.
Научные достижения индийской математики широки и многообразны. Уже в древние времена учёные Индии на своём, во многом оригинальном пути развития достигли высокого уровня математических знаний. В I тысячелетии н. э. индийские учёные подняли античную математику на новую, более высокую ступень. Они изобрели привычную нам десятичную позиционную систему записи чисел, предложили символы для 10 цифр (которые, с некоторыми изменениями, используются повсеместно в наши дни), заложили основы десятичной арифметики, комбинаторики, разнообразных численных методов, в том числе тригонометрических расчётов.

## Древнейший период
Развитие индийской математики началось, вероятно, достаточно давно, но документальные сведения о начальном её периоде практически отсутствуют. Среди наиболее древних из сохранившихся индийских текстов, содержащих математические сведения, выделяется серия религиозно-философских книг Шульба-сутры (дополнение к Ведам). Эти сутры описывают построение жертвенных алтарей. Самые старые редакции этих книг относятся к VI веку до н. э., позднее (примерно до III века до н. э.) они постоянно дополнялись. Уже в этих древних манускриптах содержатся богатые математические сведения, по своему уровню не уступающие вавилонским:
- Действия с дробями
- Извлечение корней («карани» на санскрите)
- Рациональные приближения для корней
- Решение неопределённых уравнений
- Суммирование арифметической и геометрической прогрессий
- Теорема Пифагора
- Точные и приближённые методы для нахождения площади треугольника, параллелограмма и трапеции, объёма цилиндра, призмы, усечённой призмы.

Классическая задача комбинаторики: «сколько есть способов извлечь m элементов из N возможных» упоминается в сутрах, начиная примерно с IV века до н. э. Индийские математики, видимо, первыми открыли биномиальные коэффициенты и их связь с биномом Ньютона. Во II веке до н. э. индийцы знали, что сумма всех биномиальных коэффициентов степени n равна {\displaystyle 2^{n}}.

## Нумерация и счёт

От этих индийских значков произошли современные цифры (начертание I века н. э.)

Индийская нумерация (способ записи чисел) изначально была изысканной. В санскрите были средства для именования чисел до {\displaystyle 10^{53}}. Для цифр сначала использовалась сиро-финикийская система, а с VI века до н. э. — написание «брахми», с отдельными знаками для цифр 1-9. Несколько видоизменившись, эти значки стали современными цифрами, которые мы называем арабскими, а сами арабы — индийскими.
Около 500 г. н. э. неизвестные нам индийские учёные изобрели десятичную позиционную систему записи чисел. В новой системе выполнение арифметических действий оказалось неизмеримо проще, чем в старых, с неуклюжими буквенными кодами, как у греков, или шестидесятеричных, как у вавилонян.
В VII веке сведения об этом замечательном изобретении дошли до христианского епископа Сирии Севера Себохта, который писал:

Я не стану касаться науки индийцев… их системы счисления, превосходящей все описания. Я хочу лишь сказать, что счёт производится с помощью девяти знаков.

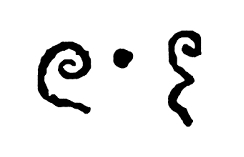
Записанная древнекхмерскими цифрами дата «605 год эры Шака» (683 год): древнейшее изображение нуля (Самбоур, Камбоджа)

Очень скоро потребовалось введение нового числа — нуля. Учёные расходятся во мнениях, откуда в Индию пришла эта идея — от греков, из Китая, или индийцы изобрели этот важный символ самостоятельно. Первый код нуля обнаружен в манускрипте Бакхшали 876 г. н. э., он имеет вид привычного нам кружочка.
Дроби в Индии записывались вертикально, как делаем и мы, только вместо черты дроби их заключали в рамку (так же, как в Китае и у поздних греков). Действия с дробями ничем не отличались от современных.
Индийцы использовали счётные доски, приспособленные к позиционной записи. Они разработали полные алгоритмы всех арифметических операций, включая извлечение квадратных и кубических корней. Сам наш термин «корень» появился из-за того, что индийское слово «мула» имело два значения: основание и корень (растения); арабские переводчики ошибочно выбрали второе значение, и в таком виде оно попало в латинские переводы. Возможно, аналогичная история произошла со словом «синус». Для контроля вычислений применялось сравнение по модулю 9.

## Математики древней и средневековой Индии
Первые дошедшие до нас «сиддханты» (научные сочинения) относятся уже к IV—V векам н. э., и в них заметно сильное древнегреческое влияние. Отдельные математические термины — просто кальки с греческого. Предполагается, что часть этих трудов была написана греками-эмигрантами, бежавшими из Александрии и Афин от антиязыческих погромов в Римской империи. Например, известный александрийский астроном Паулос написал «Пулиса-сиддханта».

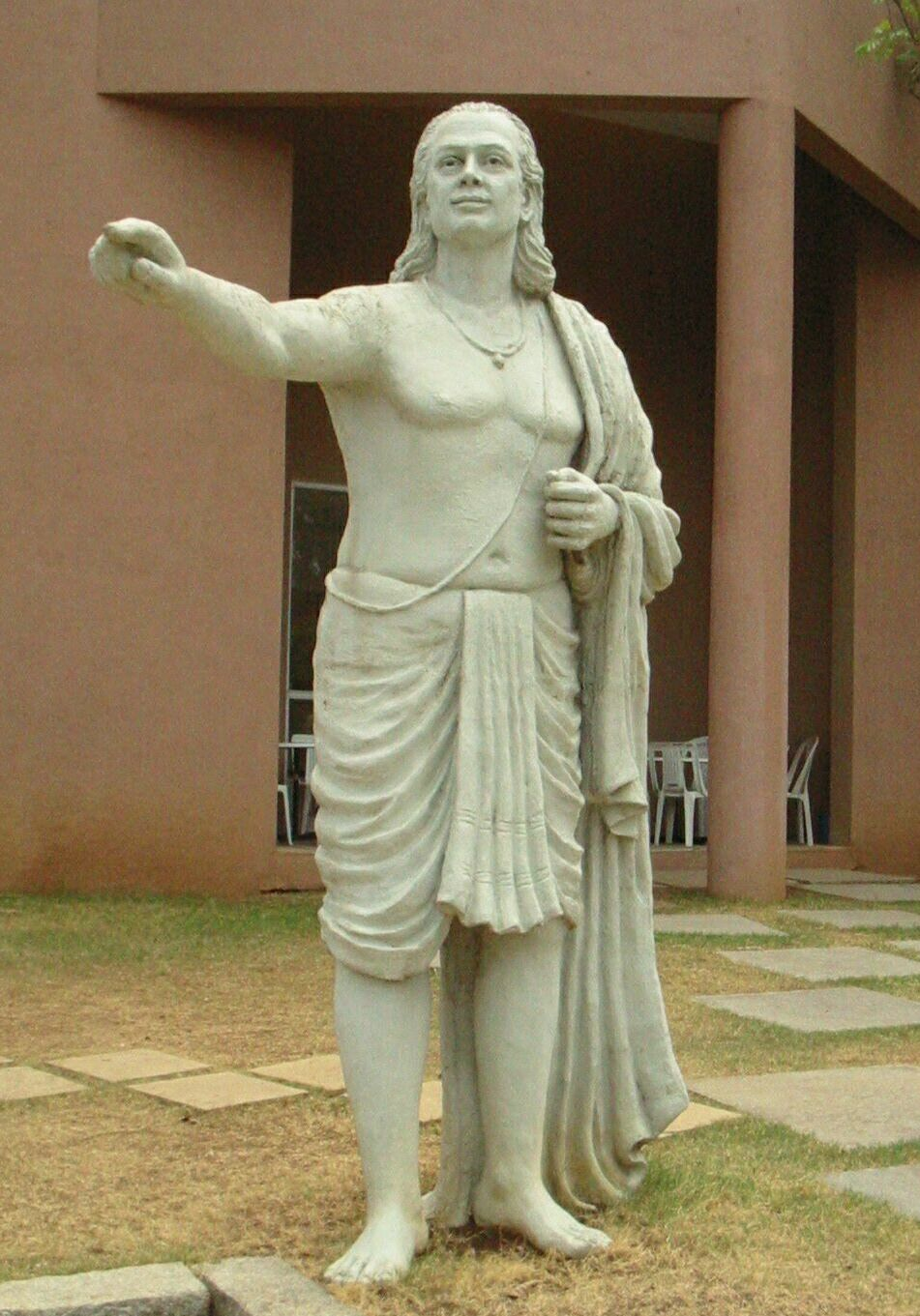
Ариабхата

К V—VI векам относятся труды Ариабхаты, выдающегося индийского математика и астронома. В его труде «Ариабхатиам» встречается множество решений вычислительных задач. В VII веке работал другой известный индийский математик и астроном, Брахмагупта. Начиная с Брахмагупты, индийские математики свободно обращаются с отрицательными числами, трактуя их как долг. Предположительно, эта идея пришла из Китая. При решении уравнений, однако, отрицательные результаты неизменно отвергали. Брахмагупта, как и Ариабхата, систематически применял непрерывные дроби, теория которых отсутствовала у греков.
Особенно далеко индийцы продвинулись в алгебре и в численных методах. Их алгебраическая символика богаче, чем у Диофанта, хотя несколько громоздка (засорена словами). Геометрия по каким-то причинам вызывала у индийцев слабый интерес — доказательства теорем состояли из чертежа и слова «смотри». Формулы для площадей и объёмов, а также тригонометрию они, скорее всего, унаследовали от греков.
Ряд открытий был сделан в области решения неопределённых уравнений в натуральных числах. Вершиной стало решение в общем виде уравнения {\displaystyle ax^{2}+b=y^{2}}. В 1769 г. индийский метод переоткрыл Лагранж.
В VII—VIII веках индийские математические труды переводятся на арабский. Десятичная система проникает в страны ислама, а через них, со временем — и в Европу.
В XI веке происходит захват и разорение мусульманами Северной Индии (Махмуд Газневи).
Культурные центры переносятся в Южную Индию. Научная жизнь на длительный период угасает. Из значительных фигур этого периода можно выделить Бхаскару, автора астрономо-математического трактата «Сиддханта-широмани». Бхаскара дал решение уравнения Пелля и ряда других диофантовых уравнений, продвинул теорию непрерывных дробей и сферическую тригонометрию.
XVI век был отмечен крупными открытиями в теории разложения в ряды, переоткрытыми в Европе 100—200 лет спустя. В том числе — ряды для синуса, косинуса и арксинуса. Поводом к их открытию послужило, видимо, желание найти более точное значение числа {\displaystyle \pi }.